# Zasłonak wydmowy
Zasłonak wydmowy (Cortinarius desertorum (Velen.) G. Garnier) – gatunek grzybów należący do rodziny zasłonakowatych (Cortinariaceae).

## Systematyka i nazewnictwo
Pozycja w klasyfikacji według Index Fungorum: Cortinarius, Cortinariaceae, Agaricales, Agaricomycetidae, Agaricomycetes, Agaricomycotina, Basidiomycota, Fungi.
Po raz pierwszy opisał go w 1940 r. Josef Velenovský, nadając mu nazwę Telamonia desertorum. Obecną nazwę nadał mu Gaston Garnier w 1991 r. Polską nazwę nadał mu Andrzej Nespiak w 1981 r. (dla synonimu Cortinarius ammophilus) Pozostałe synonimy:

- Cortinarius ammophilus A. Pearson 1946
- Cortinarius diasemospermus var. leptospermus H. Lindstr. 1998
- Cortinarius difficillimus Carteret 2012
- Cortinarius friesianus Carteret & Reumaux 2001
- Cortinarius goniosporus Carteret 2004
- Cortinarius pertristis J. Favre 1955
- Cortinarius subdepressus Carteret 2012
- Cortinarius subrigidus Bidaud, Carteret & Reumaux 2010

## Morfologia
Ma stożkowaty, jasnobrązowy kapelusz o powierzchni bardzo drobno kłaczkowatej (dostrzegalne to jest dopiero przez lupę). Trzon drobno kłaczkowaty, często lekko fioletowy na szczycie. Zarodniki 8,5–11,0 × 4,5–5,5 µm.

## Występowanie i siedlisko
W Polsce jedno stanowisko podały w 1983 r. Anna Bujakiewicz i Maria Lisiewska (jako Cortinarius ammophilus) na wydmach pod sosnami w Słowińskim Parku Narodowym
Naziemny grzyb mykoryzowy.